# ハイニ・ディットマー
ハイニ・ディットマー（Heini Dittmar、1911年3月30日 - 1960年4月28日）はドイツのグライダーパイロットである。
バード･キッシンゲンに生まれた。兄、エドガー・ディットマーがグライダーを飛行したのに影響されて、ドイツ滑空機研究所（Deutschen Forschungsinstitut für Segelflug：DFS）に助手として入所した。1932年、21歳でレーンで行われたグライダー競技会で自作のグライダー、コンドル号でクラス優勝した。その後も研究所の研究パイロットとして働いた。1934年にハンナ・ライチュ(Hanna Reitsch)とヴォルフ・ヒルト(Wolf Hirth)とともにアルゼンチンを飛行するプロジェクトに参加し、4350mの高度を飛行し、グライダーの世界記録を更新した。1934年にはFafnir II でグライダーの長距離飛行記録を更新し、ヒンデンブルク・カップを受賞した。1936年にはグライダーで最初にアルプス越えを行った。1937年にはレーンの国際滑空大会で優勝し、滑空の世界チャンピオンとなった。
1941年8月2日、Me-163 A V4 KE+SWに乗り、航空機で史上初めて1000 km/hをこえる速度で飛行したパイロットとなった。1944年にはMe 163 Komet BV18 VA+SPで1130 km/h の速度に到達した。
戦後は、設計者およびテスト・パイロットとして働いたが、1960年自らが設計したモーターグライダーHD-153で、ミュールハイム・アン・デア・ルールの空港で墜落し､死亡した。